# Алатай (природный парк)
Государственный природный парк «Алатай» (кирг. «Алатай» мамлекеттик жаратылыш паркы) расположен на территории Токтогульского района Джалал-Абадской области Кыргызстана на южном склоне Чаткальского хребта в горах Западного Тянь-Шаня.

## Создание
ГПП «Алатай» был основан в соответствии с Постановлением Правительства Кыргызской Республики от 26 января 2016 года № 27.
Целями образования парка обозначены:
- сохранение уникальных природных комплексов и биологического разнообразия;
- охрана редких и находящихся под угрозой исчезновения видов животного и растительного мира;
- расширение сети особо охраняемых природных территорий Кыргызской Республики.

## Зонирование
Территория парка площадью 56 826,4 га разделена на 4 зоны:
- зона заповедного режима (13 891,8 га);
- зона экологической стабильности (1963,4 га);
- зона ограниченной хозяйственной деятельности (39 586,6 га);
- зона туристской и рекреационной деятельности (1384,6 га).

## Флора
«Алатай» обладает богатой флорой, здесь произрастают около 450 видов сосудистых растений, порядка 10 % из них являются эндемиками: бороздосемянник складчатый, жабрица желтоватая, ферула надрезанно-зубчатая, боярышник Ткаченко и другие. Из растений, занесённых в Красную книгу Кыргызстана, здесь можно встретить пихту Семёнова, смолёвку суусамырскую, яблоню Сиверса, рябину персидскую и живокость Кнорринга.

## Фауна
На территории природного парка зарегистрировано 199 видов позвоночных животных: 30 видов млекопитающих, 111 видов птиц, 7 видов рептилий и 1 вид земноводных. Создание ГПП «Алатай» способствует сохранению видов животных, занесённых в Красную книгу КР — барса снежного, рыси обыкновенной, куницы каменной и медведя белокоготного.